# Gerenzago
Gerenzago (Giransà in dialetto pavese) è un comune italiano di 1 452 abitanti della provincia di Pavia in Lombardia. Si trova nel Pavese orientale, zona detta Bassa Pavese, nella pianura alla sinistra del fiume Olona e alla destra del Lambro meridionale.

## Storia
Nel XII secolo appare come Gerençagus o Zerenzagus. È citato nel diploma del 1164 con cui l'imperatore Federico I assegna alla città di Pavia la giurisdizione sulla Lomellina, l'Oltrepò Pavese e anche alcune località del Pavese, come Gerenzago, che forse non appartenevano a Pavia dai tempi più remoti. Apparteneva alla Campagna Sottana pavese, fu signoria dei Capitani di Villanterio e dal XV secolo fece parte della squadra (podesteria) del Vicariato di Belgioioso (di cui era capoluogo Corteolona), infeudato dal 1475 a un ramo cadetto degli Estensi confluito per matrimonio nel 1757 nei principi Barbiano di Belgioioso.

### Simboli
Tra i simboli citiamo il gonfalone che vede rappresentato il Castello, edificio molto antico e le spighe di grano che simboleggiano la secolare tradizione agricola del paese. Nel dettaglio:

Stemma comunale

La figura del castello richiama quello appartenuto al Collegio Ghislieri di Pavia; nella seconda metà del secolo passato ha abbandonato il suo scopo difensivo e di presidio venendo adibito ad uso agricolo. Il motto sul gonfalone è in latino e si può tradurre "La forza d’animo sconfigge la paura".
Sempre il gonfalone è un drappo partito di rosso e di bianco.

## Monumenti e luoghi d'interesse
Tra i luoghi d'interesse, oltre al castello, è presente anche la chiesa, di origine molto antica. Per entrambi ci sono cenni storici che ne testimoniano l'esistenza già alla fine dell'alto medioevo. Nel corso dei secoli grazie all'ausilio economico della curia e del paese la struttura parrocchiale si è sempre più allargata comprendendo anche la casa del curato e il plesso oratoriale quest'ultimo di considerevoli dimensioni.

## Società

### Evoluzione demografica
Abitanti censiti

## Cultura

### Tradizioni e sagre
Gli abitanti si chiamano gerenzaghesi e sono detti "muli" per la loro proverbiale caparbietà.In onor di ciò a Settembre di ogni anno si svolge la gara podistica denominata "Corsa di müi" ossia corsa dei muli. Questa si svolge nelle vie del paese e vede la presenza di gruppi podistici locali e regionali.
La sagra del paese cade la 3ª domenica di maggio, ed è dedicata alla prima patrona Santa Pudenziana. È festeggiata con la processione religiosa dove la statua della Santa viene trasportata e con la fiera per le vie del paese. Il 15 di Gennaio invece è dedicato al secondo patrono San Mauro abate, durante la Messa di celebrazione vengono offerti i panini benedetti e nella piazza del paese viene servita la trippa.

## Economia
L'economia del paese fino al secolo passato si basava prevalentemente su agricoltura, artigianato, commercio ed edilizia. Ad oggi restano solo alcune attività storiche. Altre invece più recenti toccano il settore dei servizi alla persona.

## Amministrazione
| Periodo | Periodo | Primo cittadino     | Partito              | Carica  | Note |
| ------- | ------- | ------------------- | -------------------- | ------- | ---- |
| 2004    | 2014    | Alessandro Perversi | Lista Rinnovamento   | Sindaco |      |
| 2014    |         | Daniele Mandrini    | Lista Rinnovamento   | Sindaco |      |
| 2019    |         | Abramo Marinoni     | Lista Vivi Gerenzago | Sindaco |      |